# Lieke Martens
Lieke Martens (ur. 16 grudnia 1992 w Nieuw-Bergen, w prowincji Limburgia, Holandia) – holenderska piłkarka, grająca na pozycji pomocnika lub napastnika.

## Kariera piłkarska

### Kariera klubowa
Wychowanka klubów RKVV Montagnards, Olympia '18 i HvA. W 2009 rozpoczęła karierę piłkarską w klubie sc Heerenveen, który występował w Vrouwen Eredivisie. W następnym roku przeniosła się do VVV Venlo. Latem 2011 została zaproszona do belgijskiego Standard Liège. Od 2012 do 2014 broniła barw niemieckiego FCR 2001 Duisburg. Potem występowała w szwedzkich klubach BK Häcken i FC Rosengård. 12 lipca 2017 podpisała kontrakt z FC Barcelona.

### Kariera reprezentacyjna
W sierpniu 2011 debiutowała w narodowej reprezentacji Holandii w meczu z Chinami. Wcześniej broniła barw juniorskiej reprezentacji. Występuje z numerem 11 na koszulce.

## Sukcesy i odznaczenia

### Sukcesy piłkarskie
Standard Liège
- zdobywca BeNe Super Cup: 2011

FC Rosengård
- zdobywca Pucharu Szwecji: 2016
- zdobywca Superpucharu Szwecji: 2016

Holandia
- mistrz Europy: 2017

### Sukcesy indywidualne
- Zawodnik Turnieju UEFA EURO: 2017
- UEFA Najlepsza Zawodniczka w Europie: 2017